# Il Vitello
Il Vitello è una piccola isola dell'Italia, in Sardegna. Si trova a breve distanza dall'isola la Vacca, quest'ultima di dimensioni maggiori.

## Storia
L'isolotto è quasi privo di vegetazione ed è traforato da grossi proiettili ancora visibili nella roccia, sparati in passato dalle navi durante le esercitazioni militari effettuate in zona a cavallo tra Ottocento e Novecento.